# Meragisa phastioides
Meragisa phastioides är en fjärilsart som beskrevs av Max Wilhelm Karl Draudt 1932. Meragisa phastioides ingår i släktet Meragisa och familjen tandspinnare. Inga underarter finns listade i Catalogue of Life.